# Gunda engonata
Gunda engonata is een vlinder uit de familie van de echte spinners (Bombycidae). De wetenschappelijke naam van de soort is, als Clenora engonata, voor het eerst geldig gepubliceerd in 1899 door Charles Swinhoe.